# Antonino Bernardini
Antonino Bernadini ,född 21 juni 1974 i Rom, är en italiensk före detta fotbollsspelare.